# Самуилово
Самуилово (мкд. Самоилово) је насеље у Северној Македонији, у крајње југоисточном делу државе. Самуилово је у саставу општине Ново Село.

## Историја
Самуилово је младо насеље. Село је основано 1970. године у атару села Бадолен, па је првобитно носило назив Нови Бадолен. Ускоро је прекрштено у данашњи назив по Цару Самуилу, историјској личности са подручја данашње Македоније. 

## Географија
Самуилово је смештено у крајње југоисточном делу Северне Македоније, на близу државне границе са Бугарском - 5 km источно од села. Од најближег града, Струмице, насеље је удаљено 32 km источно.
Насеље Самуилово се налази у историјској области Струмица. Насеље је положено на источном ободу Струмичког поља, на месту где се оно издиже у прва брда, која ка северу прелазе у планину Огражден. Река Струмица тече 1 km јужно од села. Надморска висина насеља је приближно 240 метара. 
Месна клима је блажи облик континенталне због близине Егејског мора (жарка лета).

## Становништво
Самуилово је према последњем попису из 2002. године имало 348 становника. 
Већинско становништво у насељу су етнички Македонци (99%), а остало су махом Срби.
Већинска вероисповест месног становништва је православље.